# Lavendon Castle

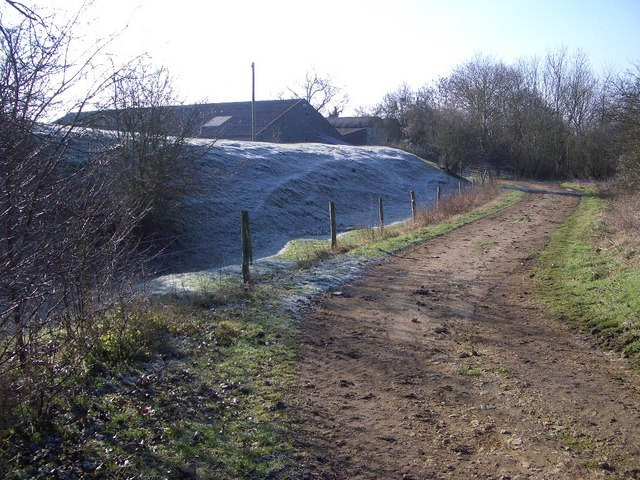
Die frostbedeckten Erdwerke auf der linken Bildseite markieren die nordwestliche Grenze des inneren Burghofes der Motte von Lavendon

Lavendon Castle ist eine abgegangene Burg im Dorf Lavendon in der englischen Grafschaft Buckinghamshire.
Eine Motte und ein Ringwerk wurden in den Pipe Rolls von 1192 bis 1193 erwähnt. Der Mound wurde 1944 bei der Suche nach Überresten aus dem Mittelalter zerstört. Man fand Steingut aus dem 12. Jahrhundert. Bereits vorher war im 17. Jahrhundert beim Bau eines Bauernhofes mit terrassiertem Hausgarten der Mound beschädigt worden. Heute sind nur noch Erdwerke erhalten.